# Sankt Katharina in der Wiel
Sankt Katharina in der Wiel ist ein Ortsteil in der Gemeinde Wies im Bezirk Deutschlandsberg, Steiermark.
Der Ortsteil westlich von Wies befindet sich im Tal der Weißen Sulm und ist ein Teil der Ortschaft Wiel. Durch den Ortsteil verläuft der Nord-Süd-Weitwanderweg.